# Eustachi-Röhre

Zeichnung des Mittelohrs; 12: Eustachi-Röhre

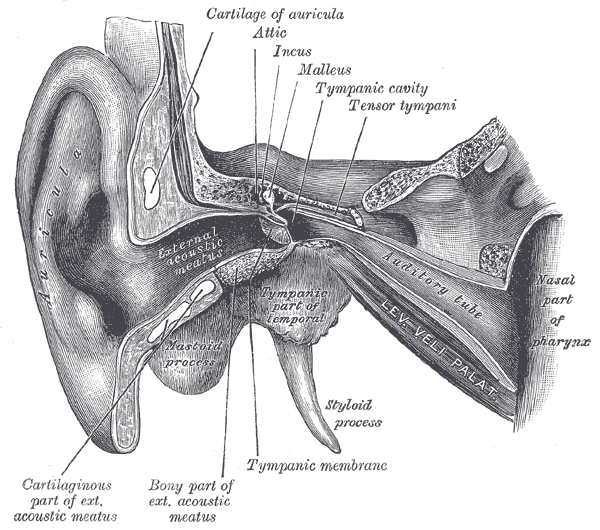
Die Eustachi-Röhre, als Auditory tube bezeichnet, zwischen Cavum Tympani und Nasopharynx auf einer Abbildung aus Gray’s Anatomy

Die Eustachi-Röhre (auch Eustachiröhre, Eustachische Röhre oder Eustachi’sche Röhre) oder Ohrtrompete (lat.-anat. Tuba auditiva Eustachii oder Tuba pharyngotympanica) ist eine bei Erwachsenen etwa 3,5–4 Zentimeter lange Röhre, die die Paukenhöhle des Ohrs mit dem Nasenrachenraum (Pars nasalis des Pharynx) verbindet. Die Ohrtrompete beginnt beim Erwachsenen an der vorderen Wand der Paukenhöhle mit der Tubenöffnung (Ostium tympanicum). Von dieser lateral hinten oben liegenden Öffnung zieht die Tube schräg nach medial vorn unten, wo sie trichterartig hinter der unteren Nasenmuschel mit dem Ostium pharyngeum tubae auditivae mündet. Sie zieht durch die hintere Etage des Canalis musculotubarius und ist nach dem italienischen Anatomen Bartolomeo Eustachi benannt, der sie als Erster beschrieb. Im Mündungsbereich liegen in der Schleimhaut Drüsen, die Tubariusdrüsen.
Die Ohrtrompete kommt bei allen Vögeln, Reptilien und Säugetieren (einschließlich des Menschen) vor. Bei Pferden (Equidae) und einigen anderen Unpaarhufer-Familien sowie dem Klippschliefer besitzt sie zudem eine ausgedehnte sackartige Erweiterung, den Luftsack.

## Geschichte
Eine erste Beschreibung etwa 500 v. Chr. wird Alkmaion zugeschrieben, der jedoch darin bei Ziegen eine zusätzliche Öffnung zum Atmen über die Ohren vermutete.
Bartolomeo Eustachi stellte das Organ erstmals 1562 mit Beschreibungen und einem Kupferstich in seinem Werk Epistula de auditus organis detailreich dar.
Im Jahr 1741 veröffentlichte der englische Militärchirurg Cleland eine Methode, mittels einer in die Nase einzuführenden biegsamen silbernen Röhre die Tuba Eustachii zu katheterisieren. Für Verfahren und Untersuchungen namengebende Forscher beschäftigten sich mit der Röhre: Antonio Maria Valsalva, Joseph Toynbee und Adam Politzer, die unterschiedliche Details zu Funktion und Aufgabe des Organs untersuchten und darstellten.

## Aufbau
Die Eustachi-Röhre (Tuba auditiva) besteht aus einem knöchernen (Pars ossea) und einem knorpeligen Anteil (Pars cartilaginea). Der Übergang zwischen dem knorpeligen und dem knöchernen Teil der Eustachi-Röhre ist eine Engstelle und wird lateinisch mit Isthmus tubae auditivae bezeichnet. Der knöcherne Anteil der Tube liegt im Canalis musculotubarius, der als Kanal durch das Felsenbein zieht. Hier wird häufig von 2 Kanälen gesprochen, da im kranialen Teil des Canalis musculotubarius der Musculus tensor tympani liegt. Durch eine dünne Knochenlamelle ist dieser vom kaudal liegenden Semicanalis tubae auditivae getrennt. Der knöcherne Tubenanteil steht in unmittelbarer topographischer Beziehung zum Canalis caroticus.

## Funktion
Die Eustachi-Röhre hat die Aufgabe, die Räume der Paukenhöhlen (beide Mittelohren) zu belüften und den Druckausgleich mit dem Umgebungsdruck zu gewährleisten. Somit wird einer entstehenden Kraft auf das Trommelfell entgegengewirkt. Durch den M. tensor veli palatini und den M. levator veli palatini, die der Tuba auditiva entspringen, wird dieser Prozess ausgelöst. Bei einer Kontraktion ziehen sich beide Muskeln zusammen und die Tuben öffnen sich. Dadurch wird ein Druckausgleich zwischen beiden Räumen geschaffen.
Diesen Druckausgleich ermöglichen v. a. der Schluckakt und das Gähnen, da sich dabei der rachenseitige Auslass der Tuba pharyngotympanica öffnet, das Ostium pharyngicum tubae auditivae. Gelingt der Luftdruckausgleich nicht mehr automatisch, liegt ein eingeschränkter oder fehlender Druckausgleich zwischen Mittelohr und Nasenrachenraum vor (Tubenbelüftungsstörung). Durch Schließen oder Zuhalten von Mund und Nase und gleichzeitigen Ausatmungsversuch kann aber der Druck im Nasenrachenraum aktiv erhöht und ein passives Öffnen der Eustachi-Röhre erreicht werden (Valsalva-Versuch). Damit wird ein Druckausgleich zwischen Außenluft und Mittelohr wieder möglich, wenn nicht krankhafte Prozesse dies verhindern.
Bei einem Anstieg des Außendrucks, beispielsweise bei Landeanflug, Talfahrten oder Abtauchen, verkleinert sich gemäß dem Gesetz von Boyle-Mariotte bei geschlossener Tube das Volumen im Mittelohr, was – wenn die Tubenöffnung durch krankhafte Prozesse behindert ist oder der Druckanstieg zu schnell erfolgt – zu Schleimhautblutungen, zu einem Ödem oder sogar zu einer Zerreißung des Trommelfells führen kann. Umgekehrt kommt es bei einem Steigflug, bei Bergfahrten oder beim Auftauchen zu einer Ausdehnung der Luft im Mittelohr, die über die Öffnung der Ohrtrompete abströmt. Funktioniert dies nicht, wölbt sich das Trommelfell in den Gehörgang vor und es kann zu Einblutungen oder Zerreißung des Trommelfells kommen.
Eine weitere Funktion der Eustachi-Röhre besteht im Ableiten von Sekreten aus dem Ohr.

## Untersuchung der Tubenfunktion
Neben dem Valsalva-Versuch werden zur Tubenfunktionsprüfung auch der Politzer-Versuch und der Toynbee-Versuch eingesetzt. Beim Politzer-Versuch wird ein Nasenloch zugehalten und das andere mit einem Ballon verschlossen, der Patient spricht dabei Wörter mit K-Lauten wie Kuckuck. Beim Toynbee-Versuch schluckt der Patient mit zugehaltener Nase.

## Erkrankungen
Erkrankungen der Eustachi’schen Röhre werden im weiteren Sinne als Funktions- und Belüftungsstörungen bezeichnet, welche sich in unterschiedliche Symptomatiken ausprägen können. Bei der Erkrankung der klaffenden Tube ist eine temporäre oder ständige Durchgängigkeit gegeben. Bei Kindern ist der knöcherne Teil der Tuba auditiva länger als der knorplige und die Ohrtrompete zeigt einen waagerechten Verlauf. Dies begünstigt das Aufsteigen von Infektionen der oberen Atemwege und damit eine Mittelohrentzündung (Otitis media).
Eine weitere Erkrankung ist die Tubenbelüftungsstörung (obstruktive Tubendysfunktion), bei der die Durchgängigkeit der Eustachi-Röhre durch verschiedene Faktoren beeinflusst ist. Im schlimmsten Fall ist sie vollständig verschlossen. Eine Fehlfunktion kann eventuell durch eine Ballondilatation geheilt werden.

## Entwicklung
Die Eustachi-Röhre bildet sich gemeinsam mit der Paukenhöhle, dem Hohlraum des Mittelohrs, aus der ersten Schlundtasche, wobei die erstgenannte aus deren tiefem Anteil, die Eustachi-Röhre aus dem oberflächlichen Anteil entsteht.